# حمام الحاج حافظ
حمام الحاج حافظ (بالفارسية: حمام حاج حافظ) هو حمام تاريخي يعود إلى القاجاريون، ويقع في همدان.